# Circondario di Bernkastel-Wittlich
Il circondario di Bernkastel-Wittlich (targa WIL) è un circondario (Landkreis) della Renania-Palatinato, in Germania.

Comprende 4 città e 104 comuni.

Capoluogo e centro maggiore è Wittlich.

## Geografia antropica
Tra parentesi gli abitanti al 31 dicembre 2021, il capoluogo della comunità amministrativa è contrassegnato da un asterisco.

### Città e comuni indipendenti
- Wittlich, città (19 345)
- Morbach (10 565)

### Comunità amministrative (Verbandsgemeinde)
- Verbandsgemeinde Bernkastel-Kues, con i comuni:

1. Bernkastel-Kues, città * (7 114)
2. Brauneberg (1 136)
3. Burgen (563)
4. Erden (400)
5. Gornhausen (205)
6. Graach an der Mosel (641)
7. Hochscheid (269)
8. Kesten (328)
9. Kleinich (698)
10. Kommen (294)
11. Lieser (1 227)
12. Longkamp (1 086)
13. Lösnich (475)
14. Maring-Noviand (1 449)
15. Minheim (445)
16. Monzelfeld (1 309)
17. Mülheim an der Mosel (986)
18. Neumagen-Dhron (2 294)
19. Piesport (2 059)
20. Ürzig (892)
21. Veldenz (950)
22. Wintrich (890)
23. Zeltingen-Rachtig (2 198)

- Verbandsgemeinde Thalfang am Erbeskopf, con i comuni:

1. Berglicht (444)
2. Breit (292)
3. Büdlich (218)
4. Burtscheid (114)
5. Deuselbach (256)
6. Dhronecken (123)
7. Etgert (66)
8. Gielert (150)
9. Gräfendhron (97)
10. Heidenburg (707)
11. Hilscheid (257)
12. Horath (407)
13. Immert (160)
14. Lückenburg (95)
15. Malborn (1 346)
16. Merschbach (69)
17. Neunkirchen (148)
18. Rorodt (53)
19. Schönberg (225)
20. Talling (217)
21. Thalfang * (1 801)

- Verbandsgemeinde Traben-Trarbach, con i comuni:

1. Bausendorf (1 379)
2. Bengel (830)
3. Burg (Bernkastel-Wittlich) (356)
4. Diefenbach (83)
5. Enkirch (1 395)
6. Flußbach (429)
7. Hontheim (784)
8. Irmenach (637)
9. Kinderbeuern (1 021)
10. Kinheim (797)
11. Kröv (2 198)
12. Lötzbeuren (462)
13. Reil (950)
14. Starkenburg (231)
15. Traben-Trarbach, città * (5 591)
16. Willwerscheid (59)

- Verbandsgemeinde Wittlich-Land, con i comuni:

1. Altrich (1 682)
2. Arenrath (381)
3. Bergweiler (863)
4. Bettenfeld (667)
5. Binsfeld (1 297)
6. Bruch (488)
7. Dierfeld (9)
8. Dierscheid (172)
9. Dodenburg (93)
10. Dreis (1 381)
11. Eckfeld (365)
12. Eisenschmitt (309)
13. Esch (424)
14. Gipperath (232)
15. Gladbach (336)
16. Greimerath (258)
17. Großlittgen (1 018)
18. Hasborn (589)
19. Heckenmünster (144)
20. Heidweiler (166)
21. Hetzerath (2 445)
22. Hupperath (633)
23. Karl (199)
24. Klausen (1 418)
25. Landscheid (2 229)
26. Laufeld (518)
27. Manderscheid, città (1 423)
28. Meerfeld (356)
29. Minderlittgen (716)
30. Musweiler (46)
31. Niederöfflingen (429)
32. Niederscheidweiler (277)
33. Niersbach (727)
34. Oberöfflingen (265)
35. Oberscheidweiler (191)
36. Osann-Monzel (1 744)
37. Pantenburg (231)
38. Platten (869)
39. Plein (632)
40. Rivenich (733)
41. Salmtal (2 456)
42. Schladt (141)
43. Schwarzenborn (54)
44. Sehlem (981)
45. Wallscheid (342)